# دوري السوبر الإندونيسي 2006
دوري السوبر الإندونيسي 2006 (بالإندونيسية: Divisi Utama Liga Indonesia 2006)‏ هو الموسم 12 من دوري السوبر الإندونيسي. كان عدد الأندية المشاركة فيه 28، وفاز فيه Persik Kediri ‏.